# FC Sfântul Gheorghe Suruceni
O Fotbal Club Sfântul Gheorghe Suruceni, ou simplesmente, FC Sfântul Gheorghe foi um clube de futebol com sede em Suruceni, Moldávia. A equipe competia no Campeonato Moldavo de Futebol.

## História
O clube foi formado em 2003. Até 2007, era representado por sete times juvenis, com idades entre 10 e 18 anos. Em 2007, a seleção Sub-18 sagrou-se campeã da República da Moldávia. Em 2008-2009, o clube decidiu entrar na segunda divisão do futebol moldavo, a Divizia A.
Em 2009, devido a uma excelente infra-estrutura de dois estádios, um com relva artificial e outro com relva natural, o clube cumpriu todos os critérios de licenciamento e obteve a licença "A", que permitiu a equipe jogar na Divizia Naţională.
A equipe conquistou seu primeiro título da história após vencer a Copa Federației de 2020.
Na temporada 2020-21, eles ganharam a Copa da Moldávia pela primeira vez após vencer o Sheriff Tiraspol nos pênaltis.
Em 14 de julho de 2023 o clube anunciou o encerramento de suas atividades por causa de problemas financeiros.

## Títulos
- Supercopa da Moldávia

Campeão: 2021
- Copa da Moldávia

Campeão: 2020–21
Copa Federal
Campeão: 2020